# Iarkinski
Iarkinski (en rus: Яркинский) és un poble de Baixkíria, a Rússia, que en el cens del 2010 no tenia cap habitant. Pertany al districte d'Arkhànguelskoie.